# پرنده آتشین
پرندهٔ آتشین (به روسی: Жар-птица، به انگلیسی: The Firebird، به فرانسوی: L'Oiseau de feu) نام یک نمایش باله و یک قطعهٔ ارکستری اثر ایگور استراوینسکی، آهنگساز روسی است.
این اثر در سال ۱۹۱۰ در پاریس نوشته شده‌است. داستان آن بر اساس پرندهٔ افسانه‌ای در داستان‌های عامیانهٔ روسی‌است که می‌تواند برای صاحبش عامل خوشبختی یا نفرین باشد.